# Наймушинка
Найму́шинка (рос. Наймушинка) — річка у Кіровській області (Унинський район), Росія, права притока Лумпуна.
Річка починається за 2 км на південний схід від присілку Комарово. Русло спрямоване на південний схід. Впадає до Лумпуна на захід від урочища Платуни.
Русло вузьке, долина широка. Береги окрім верхньої течії заліснені, від середньої течії заболочені. Приймає декілька дрібних приток.
Над річкою не розташовані населені пункти, в середній течії існує брід.